# Toni Silva
Pour les articles homonymes, voir Silva.
Toni Brito Silva Sá, né le 15 septembre 1993 à Bissau, est un footballeur international bissaoguinéen. Il évolue au poste d'ailier au CF União.

## Carrière
Toni Silva est prêté par Liverpool au Northampton Town en février 2012 pour une durée d'un mois. Après avoir signé un contrat d'une saison avec le Barnsley FC à l'été 2012, il est prêté à Dagenham & Redbridge en mars 2013 pour une durée de quatre semaines.
Il est victime de racisme alors qu'il joue au CSKA Sofia en Bulgarie,.
Il rejoint le CF União en première division portugaise en novembre 2015.
Il reçoit sa première sélection en équipe de Guinée-Bissau le 4 juin 2016, contre la Zambie, lors d'un match rentrant dans le cadre des éliminatoires de la Coupe d'Afrique des nations 2017. Il inscrit un but lors de ce match, pour une victoire sur le score de 3-2.

## Statistiques
| Saison                | Club                        | Championnat           | Championnat | Championnat | Coupe nationale | Coupe nationale | Coupe de la Ligue | Coupe de la Ligue | Compétition(s) continentale(s) | Compétition(s) continentale(s) | Compétition(s) continentale(s) | Guinée-Bissau | Guinée-Bissau | Total | Total |
| Saison                | Club                        | Division              | M.          | B.          | M.              | B.              | M.                | B.                | Comp.                          | M.                             | B.                             | M.            | B.            | M.    | B.    |
| 2011-2012             | Liverpool FC                | Premier League        | 0           | 0           | 0               | 0               | 0                 | 0                 | -                              | -                              | -                              | -             | -             | 0     | 0     |
| 2011-2012             | Northampton Town (prêt)     | League Two            | 15          | 1           | -               | -               | -                 | -                 | -                              | -                              | -                              | -             | -             | 15    | 1     |
| Sous-total            | Sous-total                  | Sous-total            | 15          | 1           | 0               | 0               | 0                 | 0                 | -                              | -                              | -                              | -             | -             | 15    | 1     |
| 2012-2013             | Barnsley FC                 | Championship          | 1           | 0           | 0               | 0               | 0                 | 0                 | -                              | -                              | -                              | -             | -             | 1     | 0     |
| 2012-2013             | Dagenham & Redbridge (prêt) | League Two            | 4           | 0           | -               | -               | -                 | -                 | -                              | -                              | -                              | -             | -             | 4     | 0     |
| Sous-total            | Sous-total                  | Sous-total            | 5           | 0           | 0               | 0               | 0                 | 0                 | -                              | -                              | -                              | -             | -             | 5     | 0     |
| 2013-2014             | CSKA Sofia                  | A Group               | 15          | 3           | 0               | 0               | -                 | -                 | -                              | -                              | -                              | -             | -             | 15    | 3     |
| 2014-2015             | CSKA Sofia                  | A Group               | 27          | 5           | 1               | 1               | -                 | -                 | C3                             | 2                              | 0                              | -             | -             | 30    | 6     |
| Sous-total            | Sous-total                  | Sous-total            | 42          | 8           | 1               | 1               | -                 | -                 | -                              | 2                              | 0                              | -             | -             | 45    | 9     |
| 2015-2016             | Şanlıurfaspor               | 1. Lig                | 7           | 2           | 1               | 1               | -                 | -                 | -                              | -                              | -                              | -             | -             | 8     | 3     |
| Sous-total            | Sous-total                  | Sous-total            | 7           | 2           | 1               | 1               | -                 | -                 | -                              | -                              | -                              | -             | -             | 8     | 3     |
| 2015-2016             | CF União                    | Primeira Liga         | 14          | 3           | 0               | 0               | 0                 | 0                 | -                              | -                              | -                              | 1             | 1             | 15    | 4     |
| 2016-2017             | CF União                    | Segunda Liga          | 0           | 0           | 0               | 0               | 0                 | 0                 | -                              | -                              | -                              | -             | -             | 0     | 0     |
| Sous-total            | Sous-total                  | Sous-total            | 14          | 3           | 0               | 0               | 0                 | 0                 | -                              | -                              | -                              | 1             | 1             | 15    | 4     |
| Total sur la carrière | Total sur la carrière       | Total sur la carrière | 83          | 14          | 2               | 2               | 0                 | 0                 | -                              | 2                              | 0                              | 1             | 1             | 88    | 17    |